# Lonar
Lonar est une ville du District de Buldana dans l'état du Maharashtra en Inde.
Sa population était de 20 082 habitants en 2001.
La ville est connue pour le Cratère de Lonar situé à proximité. Le cratère, d'un diamètre de 1,8 km, contient de l'eau salée. En raison de l'évaporation, le lac est riche en minéraux, du sodium et du potassium en sont extraits.
De nombreux temples entourent le cratère.

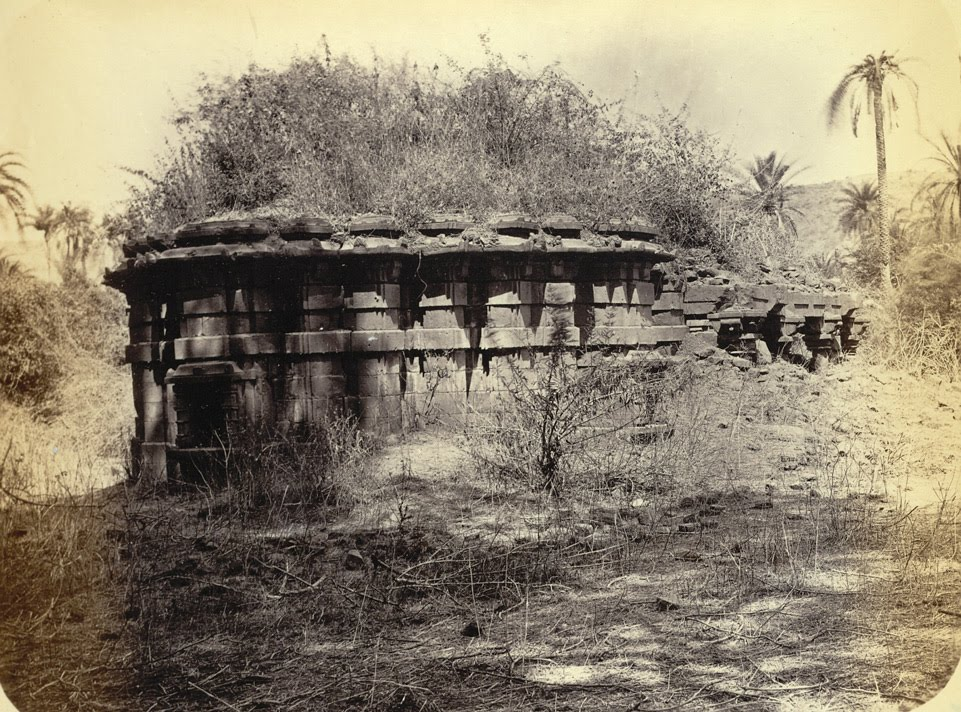
Temple à Lonar dans les années 1860
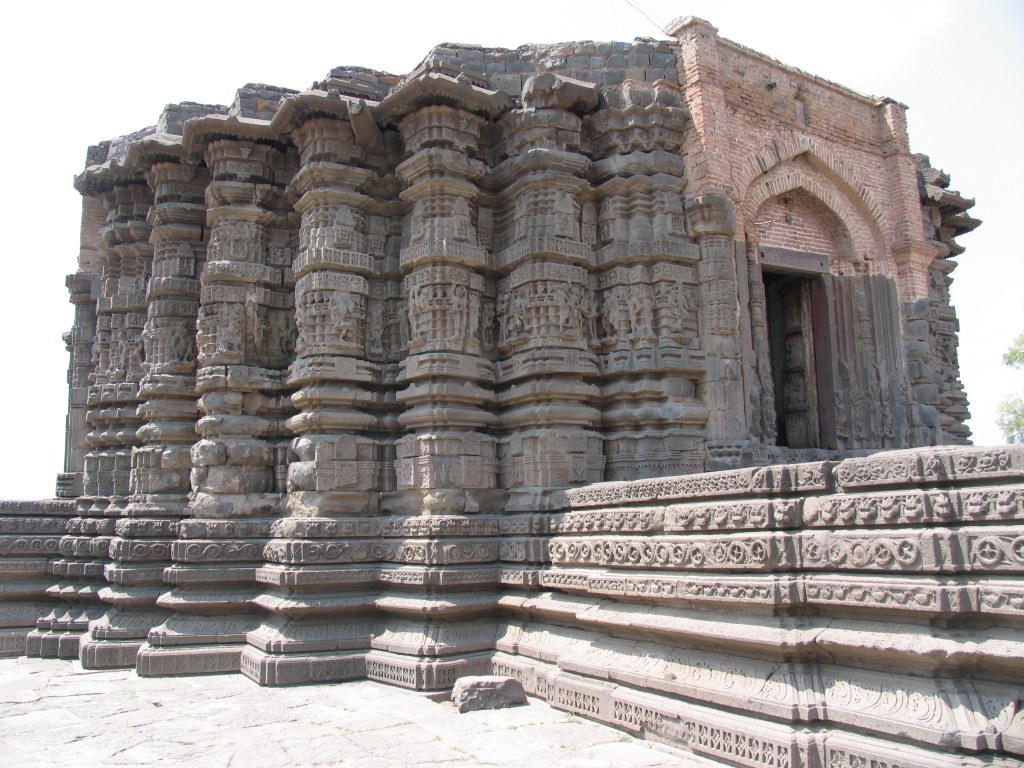
Temple Daitya Sudan
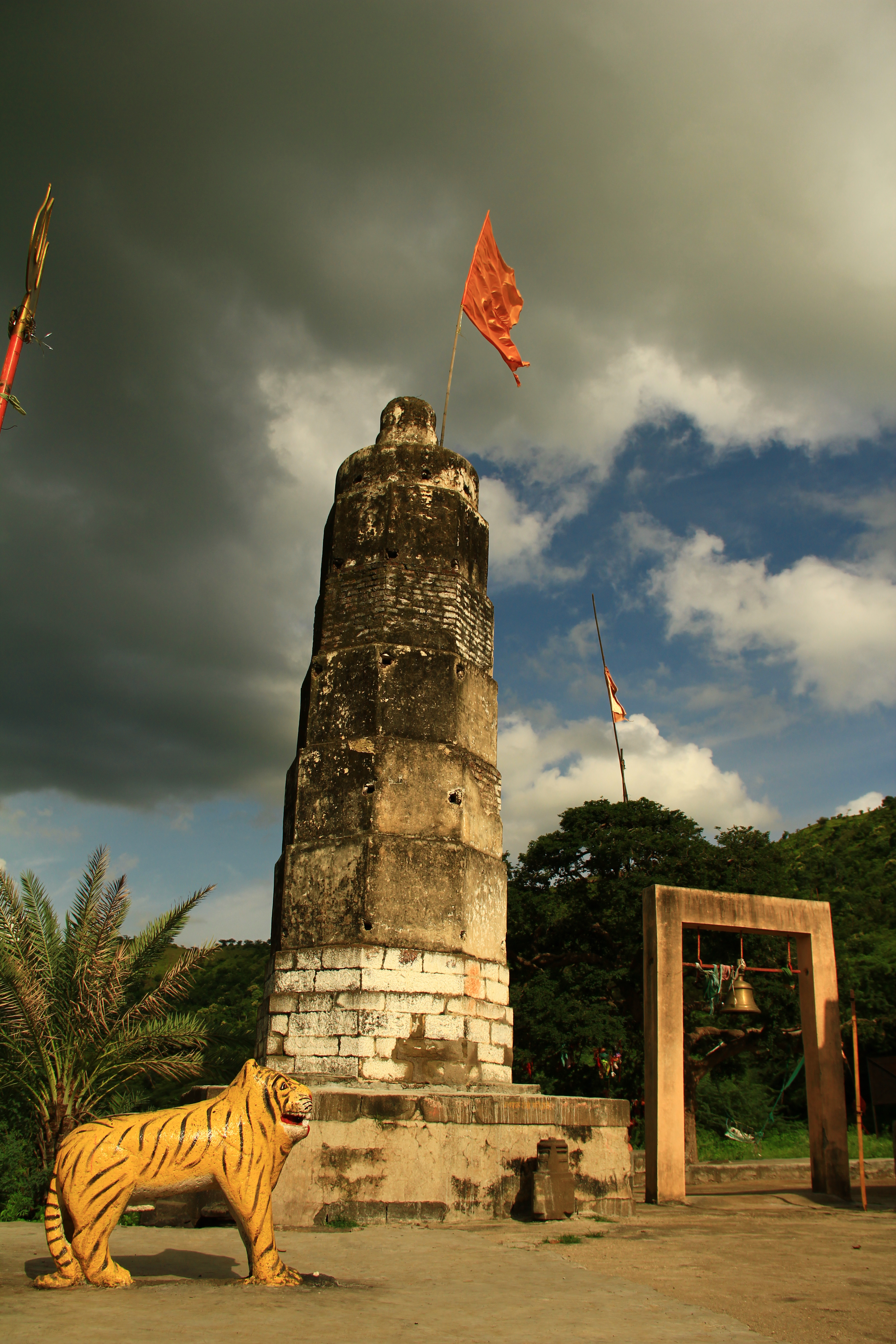
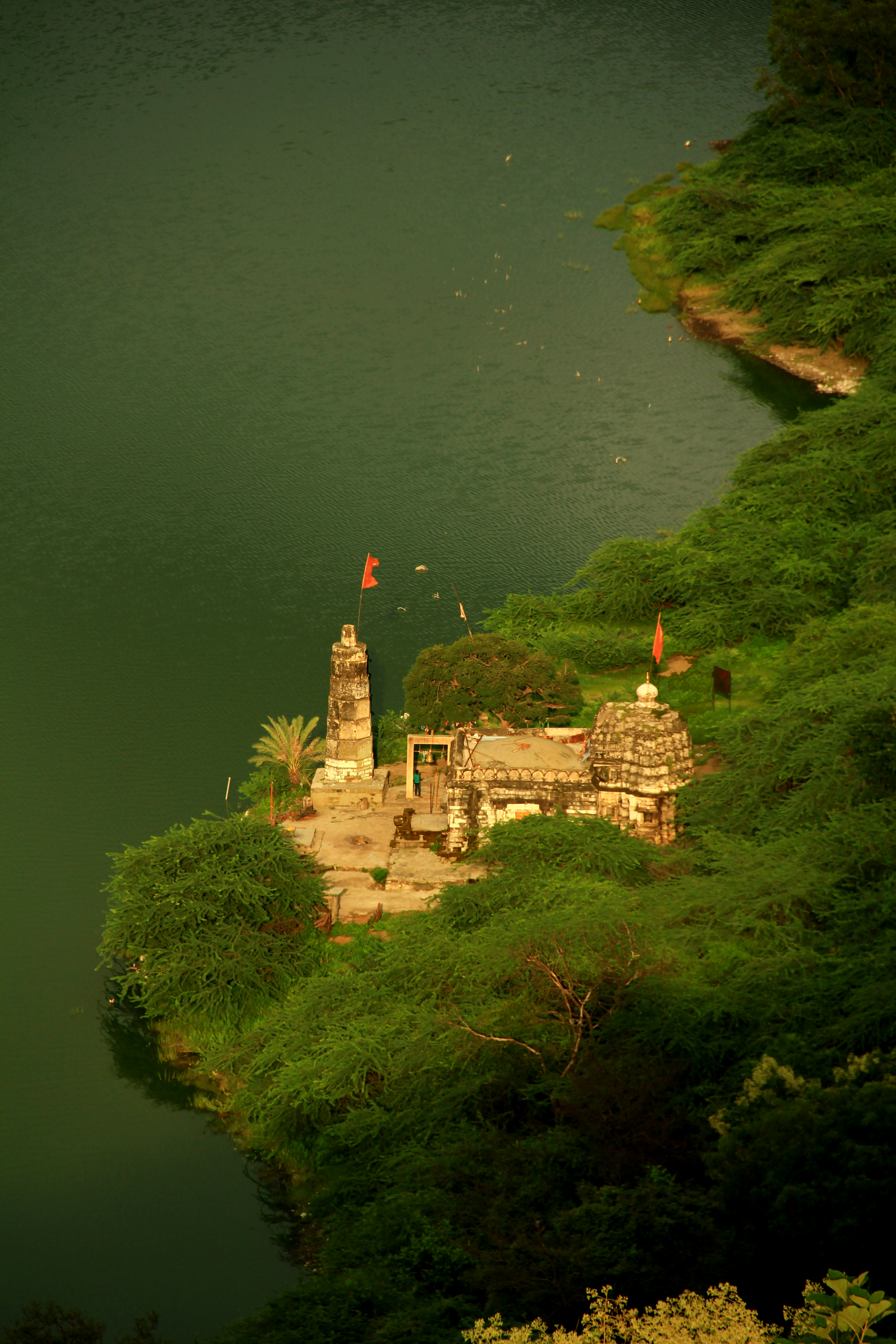